# Vladímirovka (Stàvropol)
Vladímirovka (en rus: Владимировка) és un poble del krai de Stàvropol, a Rússia, que en el cens del 2010 tenia 2.449 habitants. Pertany al districte rural de Levokúmskoie.